# بيجوم حضرة محل

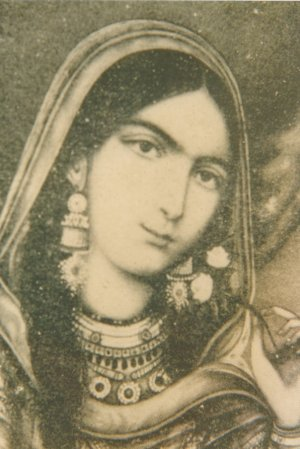
بيجوم حضرة محل

بيجوم حضرة محل (1820 – 7 أبريل 1879)، والمعروفة أيضًا باسم بيجوم أوده، كانت الزوجة الثانية لنواب واجد علي شاه، والوصي على أوده في 1857-1858. اشتهرت بالدور القيادي الذي لعبته في التمرد ضد شركة الهند الشرقية البريطانية أثناء التمرد الهندي عام 1857.
بعد نفي زوجها إلى كلكتا واندلاع التمرد الهندي، جعلت ابنها ، الأمير برجس قادر ، والي (حاكم) أوده، على عاتقها منصب الوصي على العرش خلال فترة الأقلية. ومع ذلك، اضطرت للتخلي عن هذا الدور بعد فترة قصيرة من الحكم. وجدت أخيرًا اللجوء إلي نيبال إلى هالور، وتوفيت في عام 1879 في نيبال. لقد منحها دورها في التمرد مكانة بطلة.

## سيرة شخصية

### طفولتها
كان اسم بيجوم حضرة محل محمدي خانم، ولدت في فايز آباد، أوده، الهند. تم بيعها من قبل والديها، وأصبحت عاملة بالمهنة.
دخلت الحريم الملكي باعتباره خواسين بعد أن يتم بيعها إلى وكلاء الملكي، كانت هي تمت ترقيته إلى باري، وكان يعرف باسم باري. أصبحت بيجوم بعد قبولها كمحظية ملكية لملك أوده، آخر تاجدار أوده ، واجد علي شاه . أصبحت زوجته الصغرى وأطلق عليها لقب «حضرة محل» بعد ولادة ابنهما برجس قادر.
في عام 1856، ضم البريطانيون أوده، ونفي واجد علي شاه إلى كلكتا. وفي النهاية، تولت إدارة شؤون ولاية أوده رغم طلاقها من نواب 

### تمرد هندي عام 1857
أثناء التمرد الهندي عام 1857، تمردت مجموعة من أنصار البيجوم حضرة محل ضد القوات البريطانية بقيادة رجا جلال سينغ. استولوا على لكناو، وتولت السلطة كوصي على ابنها الصغير ، الأمير برجس قادر ، الذي أعلنته حاكماً ( والي ) على أوده. بصفتها وصية على العرش، أصبحت تلقائيًا تلعب دورًا قياديًا في التمرد ضد البريطانيين.
كانت إحدى الشكاوى الرئيسية للبيغوم حضرة محل أن شركة الهند الشرقية قد هدمت بشكل عرضي المعابد والمساجد لمجرد إفساح المجال للطرق. في إعلان صدر خلال الأيام الأخيرة من الثورة، سخرت من مطالبة البريطانيين بالسماح بحرية العبادة:
أكل الخنازير وشرب الخمر ، وقضم خراطيش مدهونة ، وخلط دهن الخنازير باللحوم الحلوة، وتدمير المعابد الهندوسية والمسلمة بحجة شق الطرق، وبناء الكنائس، وإرسال رجال الدين إلى الشوارع للتبشير بالديانة المسيحية، وإنشاء المؤسسات. المدارس الإنجليزية، وتدفع للناس رواتب شهرية لتعلم العلوم الإنجليزية، في حين أن أماكن عبادة الهندوس والمسلمين مهملة تمامًا حتى يومنا هذا؛ مع كل هذا فكيف يؤمن الناس بعدم التدخل في الدين؟
عندما استعادت القوات تحت قيادة البريطانيين السيطرة على لكناو ومعظم منطقة عود، أجبرت على التراجع.

### الحياة في وقت لاحق
في النهاية، اضطرت إلى الانسحاب إلى نيبال، حيث رفض رئيس وزراء رانا جانغ بهادور حقها في البداية، ولكن سُمح لها في وقت لاحق بالبقاء.
توفيت هناك عام 1879 ودُفنت في قبر مجهول في أرض المسجد الجامع في كاتماندو.
بعد وفاتها بمناسبة يوبيل الملكة فيكتوريا (1887) ، أصدرت الحكومة البريطانية عفواً عن برجس قادر وسُمح له بالعودة إلى الوطن.

## النصب التذكارية
يقع قبر بيجوم حضرة محل في الجزء المركزي من كاتماندو بالقرب من مسجد جامع ، غانتاغار ، وليس بعيدًا عن دربار مارغ الشهير. وتشرف عليه اللجنة المركزية لمسجد الجامع.
في 15 أغسطس 1962، تم تكريم محل في حديقة فيكتوريا القديمة في هازراتجانج ، لكناو لدورها في الثورة الكبرى. جنبا إلى جنب مع إعادة تسمية الحديقة، تم بناء نصب تذكاري من الرخام، والذي يتضمن لوحًا رخاميًا بأربع لوحات نحاسية مستديرة تحمل شعار النبالة لعائلة أوده المالكة. تم استخدام الحديقة في رامليلاس والنيران خلال دوشيرا، وكذلك لكناو ماهوتسافا  
في 10 مايو 1984، أصدرت حكومة الهند طابعًا تذكاريًا تكريمًا لمحل. تم تصميم غلاف اليوم الأول بواسطة سي آر بكراشي، وتم الإلغاء بواسطة ألكا شارما. تم إصدار 15 مليوناً من الطوابع البريدية.
بدأت وزارة شؤون الأقليات، حكومة الهند، المنحة الدراسية الوطنية للبيغوم حضرة محل للفتيات الجديرات اللاتي ينتمين إلى مجتمعات الأقليات في الهند. يتم تنفيذ هذه المنحة من خلال مؤسسة مولانا آزاد التعليمية.

## صالة عرض

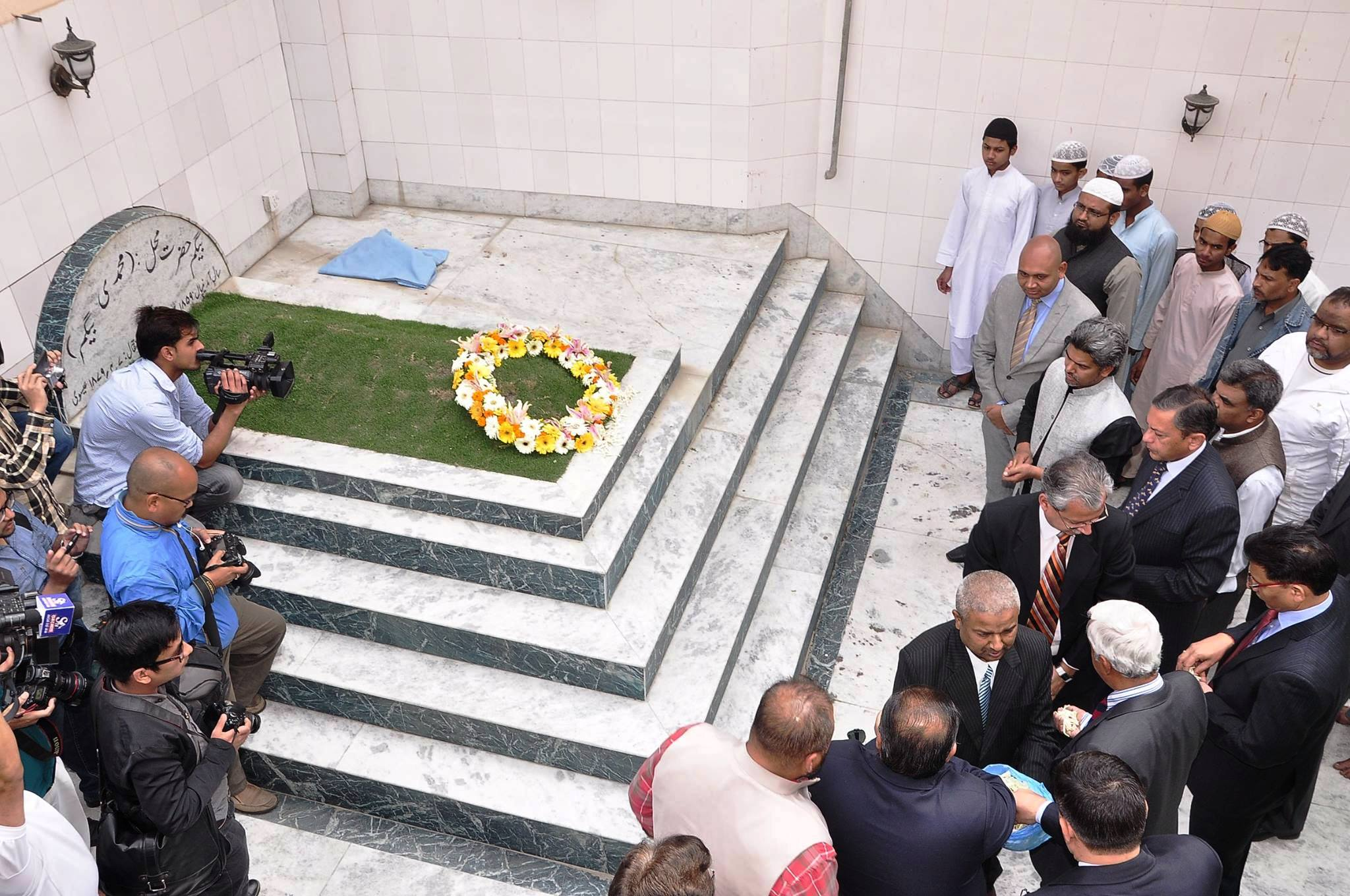
قبر بيجوم حضرة محل بالقرب من مسجد جامع في كاتماندو
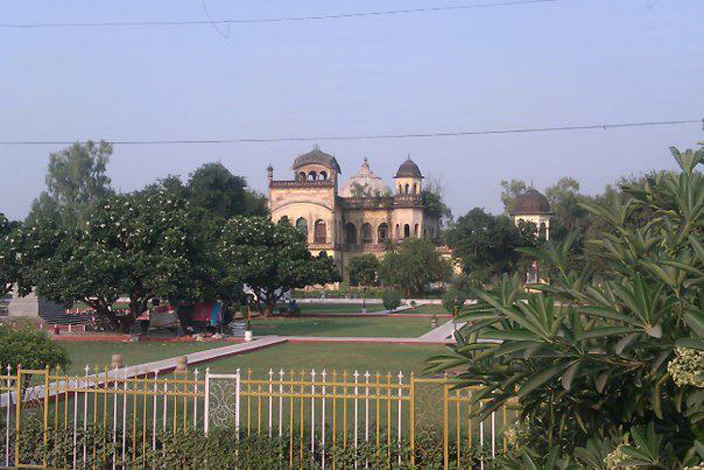
نصب بيغوم حضرة محل في حديقة بيجوم حضرة محل. لكناو
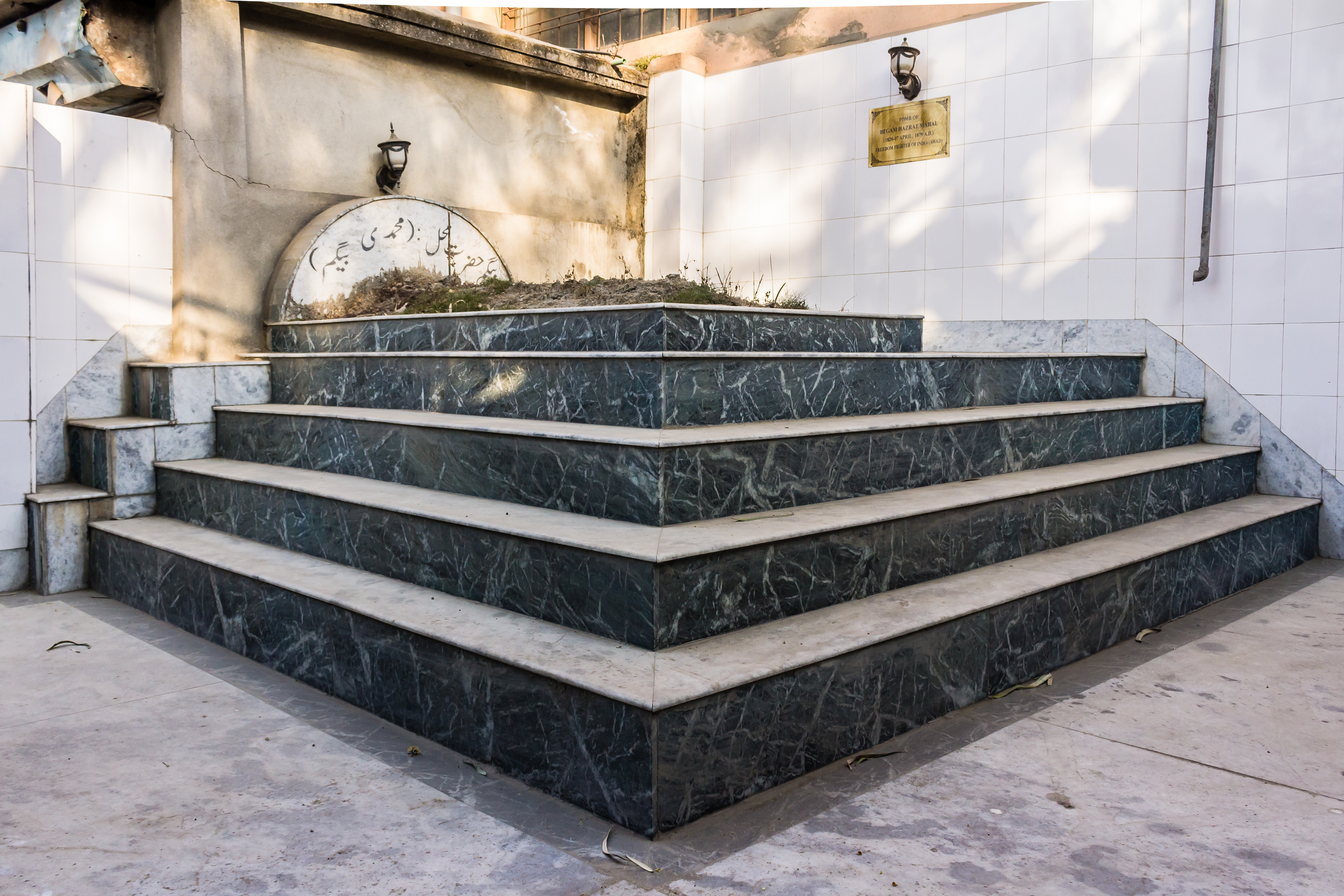
قبر بيجوم حضرة محل بالقرب من مسجد جامع في كاتماندو
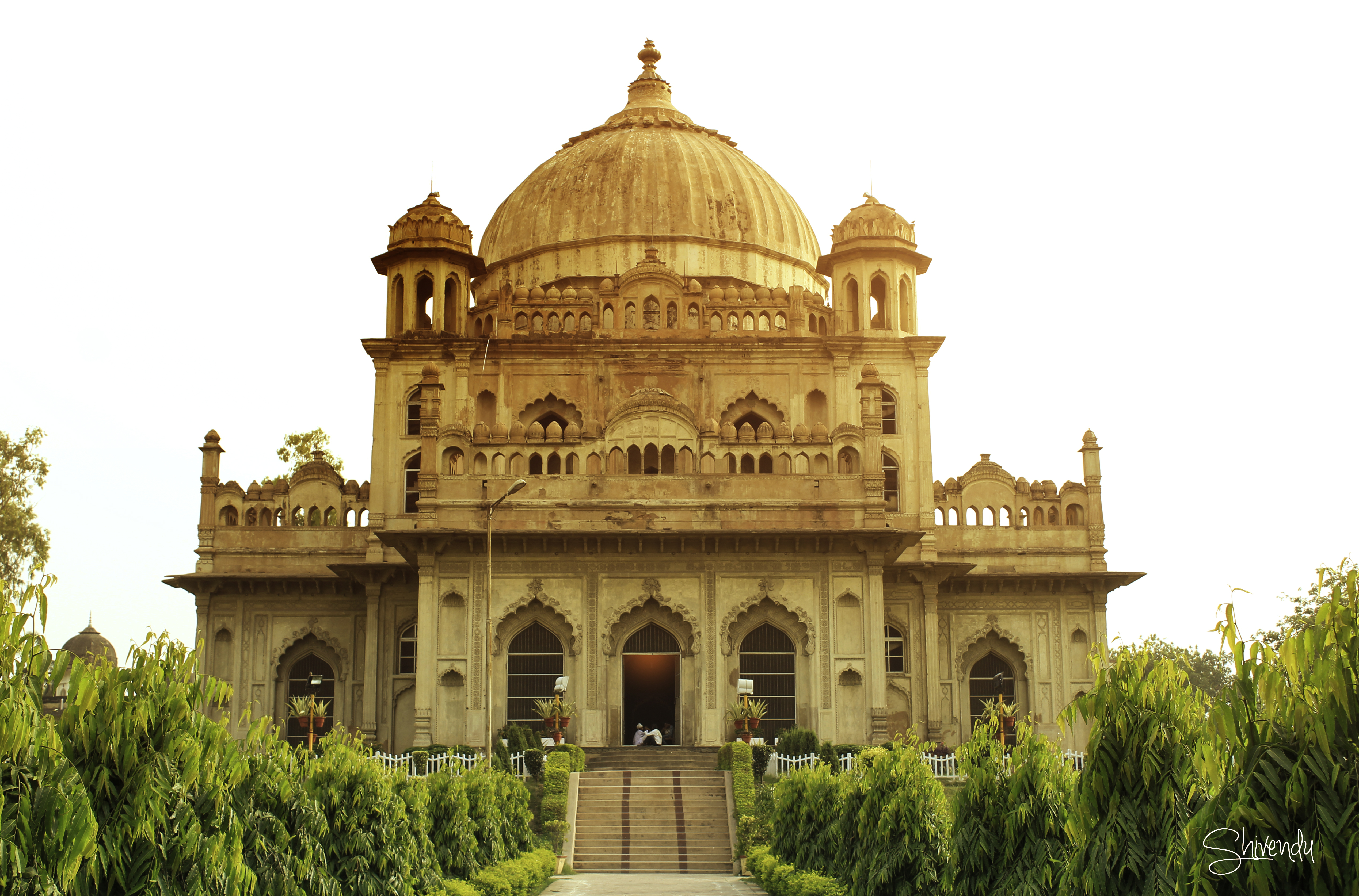
نصب بيغوم حضرة محل في حديقة بيجوم حضرة محل. لكناو
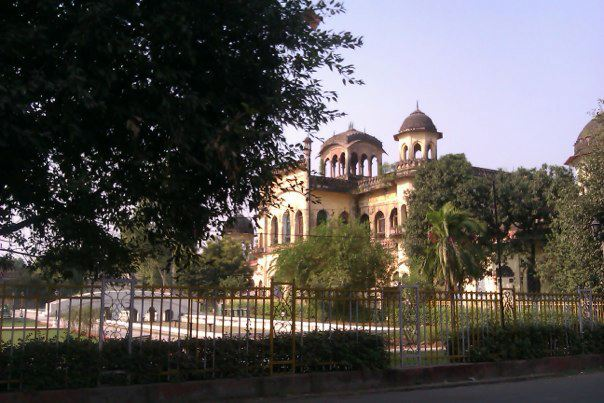
نصب بيغوم حضرة محل في حديقة بيجوم حضرة محل. لكناو
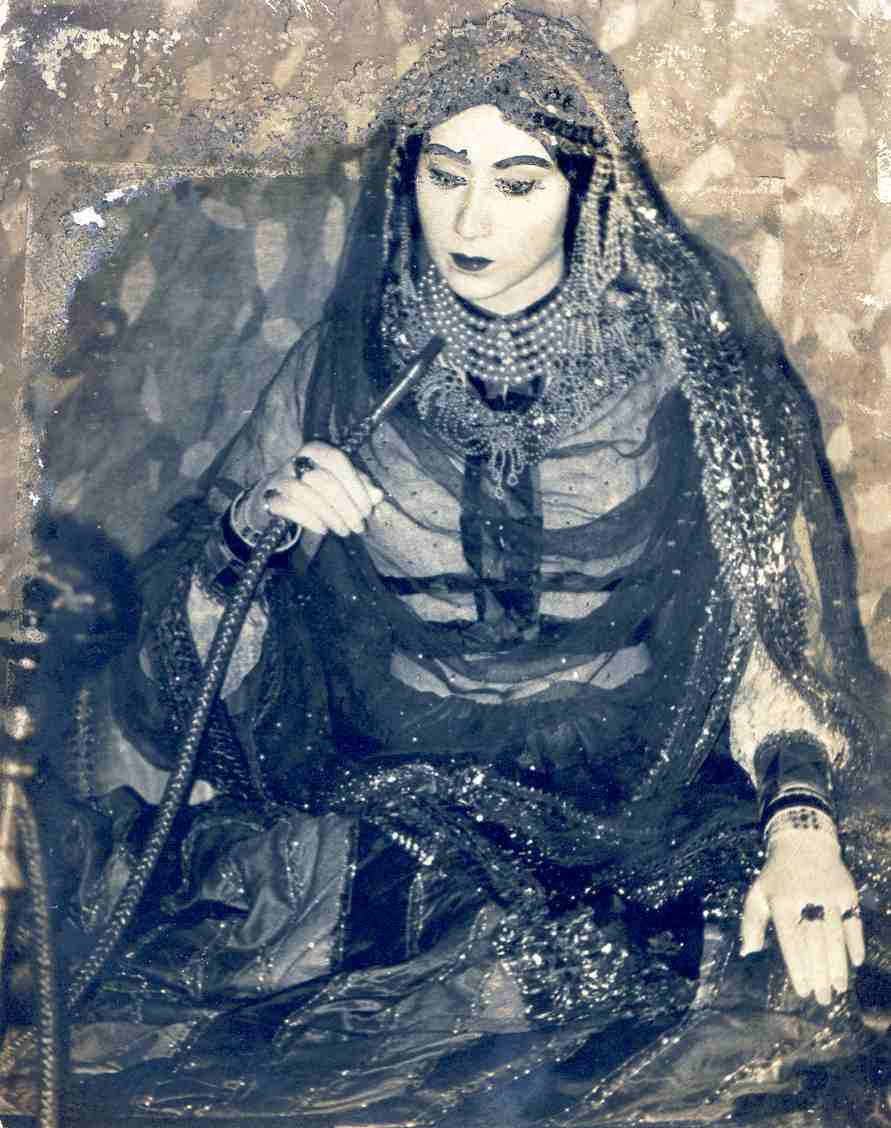
بيجوم حضرة محل